# Cratera de mineração

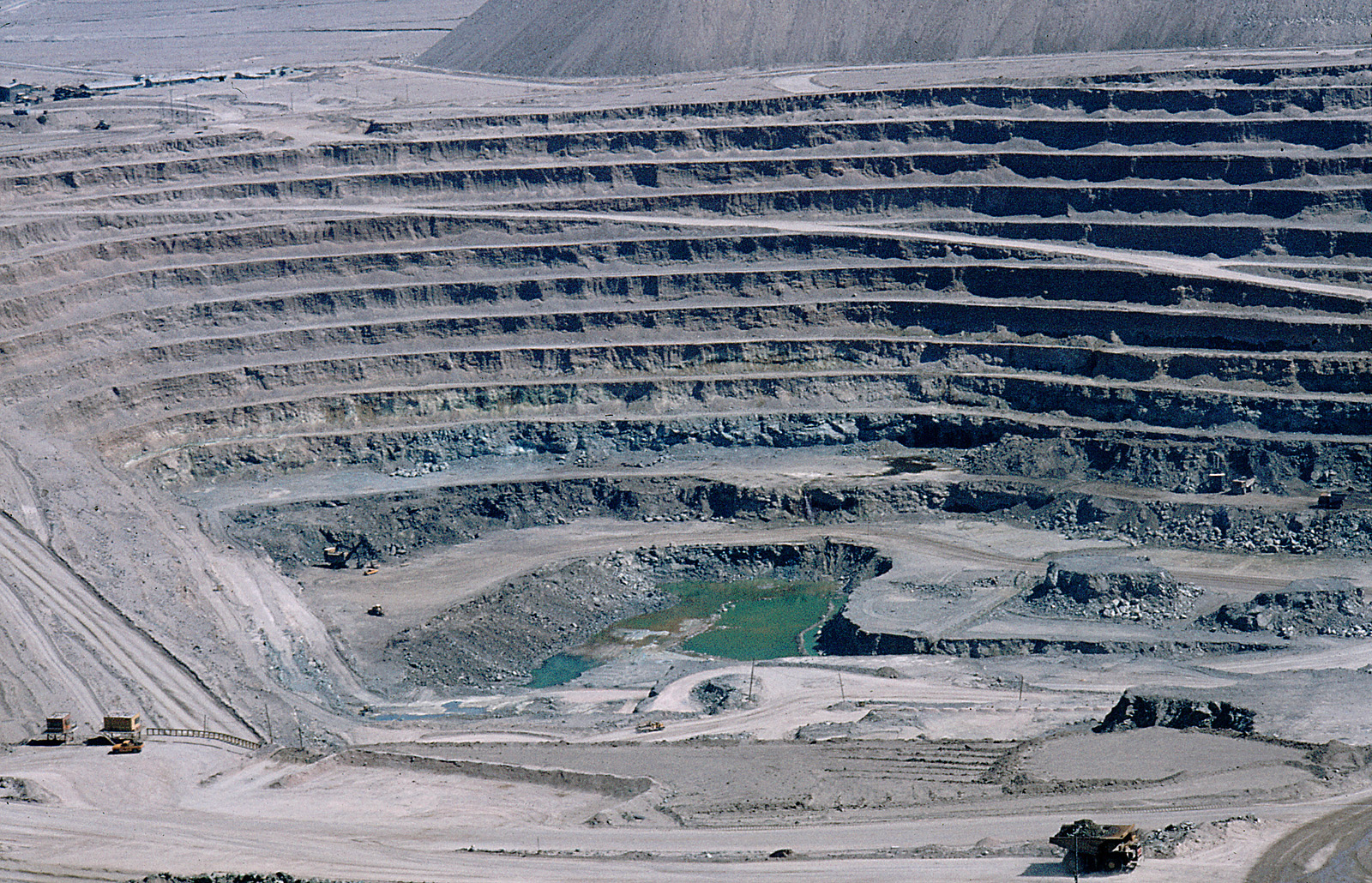
Cratera da mina de Chuquicamata.

Existem crateras na crosta terrestre que são provocadas pela atividade humana. Uma grande parte dessas crateras são criadas pela mineração a céu aberto.
Há uma preocupação crescente com esse tipo de cratera, por parte da população e de agências governamentais e as chamadas organizações não governamentais; porque ela remove a flora e o solo, afasta a fauna, contamina o lençol freático e os rios, alem de descaracterizar a harmonia da paisagem e causar transtorno aos vizinhos.
Na maioria dos países, novos locais de exploração passam por exaustivos estudos de impacto ambiental, e só entram em operação após obter uma licença ambiental; enquanto locais antigos passam por monitoração de órgãos ligados à defesa do meio ambiente.

## Principais crateras da mineração
- Mirny - Mirny, Sibéria
- Kennecott - Utah, Estados Unidos
- Chuquicamata - Antofagasta, Chile